# Die schöne Carlotti
Die schöne Carlotti ist eine Operette in einem Vorspiel und drei Akten (vier Bildern) von Willy Czernik. Das Libretto verfassten Eduard Rogati und Klaus S. Richter. Seine Uraufführung erlebte das Werk im Oktober 1943 in Prag. Von allen Bühnenwerken des Komponisten bescherte ihm seine „Schöne Carlotti“ den größten Erfolg. Heute ist die Operette von den Spielplänen verschwunden.

## Orchester
Zwei Flöten, zwei Oboen, zwei Klarinetten, zwei Fagotte, vier Hörner, zwei Trompeten, drei Posaunen, eine Harfe, großes Schlagwerk und Streicher. Ad libitum sind noch eine Tuba und eine Celesta vorgesehen.

## Handlung
Die Operette spielt in Warschau und Dresden um 1710.
Direktor Tittoni ist mal wieder mit seinem Operntheater auf Tournee. Derzeit hat die Wanderbühne in Warschau Station gemacht. Weil in letzter Zeit die Einnahmen nur spärlich geflossen sind, weigert sich der Direktor, seinen Künstlern die ihnen zugesicherten Gagen zu zahlen. Daraufhin droht die Truppe mit Streik. Die Primadonna Carla Carlotti bemüht sich, die Auseinandersetzung zu schlichten und verhandelt mit dem Chef. Sie erreicht, dass er ihr das gesamte Honorar aushändigt, welches sie anschließend an ihre Kolleginnen und Kollegen verteilt. Die nächste Aufführung ist gesichert.
Nach der abendlichen Vorstellung sucht ein sehr vornehmer Herr die Primadonna in ihrer Garderobe auf. Er stellt sich als „Graf Torgau“ vor und schwärmt von ihrer herrlichen Stimme. Kaum hat er das Zimmer verlassen, kommt ein neuer Verehrer. Es ist Christian von Dahlen, Hauptmann des königlich-sächsischen Heeres. Er hat vor einiger Zeit seinem Landesherrn das Leben gerettet, und seitdem genießt er dessen besondere Gunst. Im Auftrag Augusts des Starken verhandelt er mit der schönen Carlotti wegen eines Engagements an das Dresdner Hoftheater. Bei ihrem Gespräch kommen sich Carlotta und der Hauptmann näher. Sie erkennen, dass sie beide füreinander bestimmt sind.
König Augusts Liebe zu seiner Mätresse, der Gräfin Cosel, ist im Laufe der Zeit etwas erkaltet. Jetzt weist er sie an, ihr Palais zu verlassen. Als neue Hausherrin habe er die berühmte Sängerin Carla Carlotti vorgesehen. Ganz Dresden weiß nun, dass die Operndiva Gräfin Cosel als Mätresse des Königs ablösen soll. Die schöne Carlotti aber ist ahnungslos. Als sie das erste Mal mit August dem Starken Bekanntschaft macht, stellt sie entsetzt fest, dass dieser kein anderer ist als jener „Graf Torgau“, der sie damals in Warschau aufgesucht hatte. 
Als der König merkt, wie sehr sein Hauptmann von Dahlen und Carla Carlotti einander zugetan sind, übermannt ihn die Eifersucht. Kurzerhand befördert er seinen Rivalen zum Kommandanten von Krakau. So ist er ihn erst einmal los.
August der Starke ordnet an, seine neue Flamme gründlich zu überwachen. Vielleicht hat sie ja noch weitere Liebhaber. Besonders des Königs Hofmarschall Graf Hohnstein gefällt sich in seiner Spionagerolle so gut, dass er über sie hinauswächst. Vom Ehrgeiz gepackt, verhandelt er gar mit einer Gruppe polnischer Rebellen, welche die Sachsen lieber heute als morgen aus ihrer geliebten Heimat abziehen sähen. Dadurch kommt August der Starke in arge Bredouille. Zu seinem Glück gelingt es der Gräfin Cosel im Verbund mit dem neuen Kommandanten von Krakau, die drohende Gefahr abzuwenden. Jetzt gibt der König seinen Plan auf, die schöne Carlotti als Mätresse zu etablieren. Diese Rolle darf nun wieder die Gräfin Cosel spielen. Carla Carlotti und Christian von Dahlen werden bald die Ehe miteinander eingehen.